# Platysenta niveopicta
Platysenta niveopicta là một loài bướm đêm trong họ Noctuidae.